# Louis Garrel
Louis Garrel (14 juni 1983) is een Frans acteur, regisseur en scenarioschrijver.

## Biografie
Louis Garrel werd in 1983 geboren als de zoon van filmregisseur Philippe Garrel en actrice Brigitte Sy. Zijn peetvader is acteur Jean-Pierre Léaud. Hij studeerde in 2004 af aan het Nationaal Conservatorium in Parijs.

## Carrière

### Als acteur
Als zesjarige maakte hij aan de zijde van zijn ouders zijn acteerdebuut in Les Baisers de secours (1989). Pas als twintiger brak hij echt door. In 2003 vertolkte hij een hoofdrol in het romantisch drama The Dreamers van de Italiaanse regisseur Bernardo Bertolucci. De film zorgde destijds voor controverse vanwege zijn expliciete seks- en naaktscènes. Twee jaar later vertolkte hij de hoofdrol in het romantisch drama Les Amants réguliers, dat door zijn vader geregisseerd werd. Voor zijn vertolking ontving hij een César-nominatie in de categorie voor beste nieuwkomer.
In de jaren 2010 kroop Garrel in de huid van verschillende historische figuren. In 2014 speelde hij in de biografische film Saint Laurent (2014) de rijke, Parijse dandy Jacques de Bascher. In 2017 kroop Garrel voor de komische biopic Le Redoutable in de huid van de bekende regisseur Jean-Luc Godard. Zijn acteerprestatie leverde hem zijn eerste César-nominatie in de categorie voor beste acteur op. Een jaar later vertolkte hij de Franse revolutionair Maximilien de Robespierre in het historisch drama Un peuple et son roi en kreeg hij de rol van Alfred Dreyfus in Roman Polański's thriller J'accuse (2019).

### Als regisseur
In 2015 maakte Garrel met Les Deux Amis, een verfilming van het toneelstuk Les caprices de Marianne (1831), zijn debuut als filmregisseur en scenarioschrijver. Hij vertolkte ook zelf een hoofdrol in de film. Drie jaar later schreef en regisseerde hij ook de romantische komedie L'Homme fidèle.

## Filmografie

### Als acteur (selectie)
- The Dreamers (2003)
- Les Amants réguliers (2005)
- Dans Paris (2006)
- Les Chansons d'amour (2007)
- La Belle Personne (2008)
- Les Bien-aimés (2011)
- Un été brûlant (2011)
- Saint Laurent (2014)
- Mon roi (2015)
- Les Deux Amis (2015)
- Planetarium (2016)
- Mal de pierres (2016)
- Le Redoutable (2017)
- Les Fantômes d'Ismaël (2017)
- Un peuple et son roi (2018)
- L'Homme fidèle (2018)
- J'accuse (2019)
- Little Women (2019)
- Le Deuxième Acte (2024)

### Als regisseur
- Les Deux Amis (2015)
- L'Homme fidèle (2018)